# Kaiser Quartett
Das Kaiser Quartett (2012 aus der Gruppe Strings DeLuxe hervorgegangen) ist ein deutsches Streichquartett, das 2004 in Hamburg gegründet wurde. Es spielt hauptsächlich zeitgenössische Musik.

## Geschichte
2004 unter dem Namen Strings DeLuxe gegründet, spezialisierte sich das Ensemble auf Studioaufnahmen im Bereich Charts, Film- und Kinomusik, häufig in Zusammenarbeit mit Arrangeur Wolf Kerschek. Zunehmend folgten Live-Auftritte, 2011 begann die Zusammenarbeit des Quartetts mit dem kanadischen Grammy-Gewinner Chilly Gonzales. 2015 erfolgte die Veröffentlichung des gemeinsamen Albums Chambers, die anschließende Tour führte durch Konzerthallen in Europa. Weitere Kollaborationen erfolgten mit Jarvis Cocker, Linda Perry, Giant Rooks, BOY, Anna Ternheim, Ry X, Kettcar, Leoniden, Socalled, Daniel Hope, Fred Wesley und Gregory Porter. Auftritte gab es u. a. beim Edinburgh International Festival, Montreux Jazz Festival, Schleswig-Holstein Musikfestival, Wiener Festwochen, Rheingau Musik Festival, JAZZMI Milano und Internationales Sommerfestival Kampnagel. Im August 2019 veröffentlichte die Band das erste selbstbetitelte Album Kaiser Quartett beim Label PIAS Records, 2023 folgte Empire, für welches die Gruppe im selben Jahr mit dem niederländischen Musikpreis „Edison award“ in der Kategorie Neoklassik ausgezeichnet wurde.
Im Mai 2025 ging das Kaiser Quartett, ergänzt durch den Pianisten Christopher Noth, mit Anna Depenbusch auf die „Zwischen Liebe und Kummer“-Tour.

## Kollaborationen
- 2015: Chilly Gonzales feat. Kaiser Quartett – Chambers (Gentle Threat)
- 2016: Mischa Schumann – Follow The Passenger (Cattitude Records)
- 2017: Jarvis Cocker / Chilly Gonzales – Room 29 (Deutsche Grammophon)
- 2017: Daniel Hope – For Seasons (Deutsche Grammophon)
- 2017: Pol Belardi's Force – Creation/Evolution (Double Moon)
- 2018: Milk and Bone – Deception Bay (Bonsound)
- 2018: Joshua Dolgin aka Socalled – Di Frosh (Socalled Entertainment/Membran)
- 2018: Bosse – Alles ist jetzt Deluxe Edition (Vertigo/Berlin)
- 2019: Anna Ternheim – A Space For Lost Time (BMG Rights)
- 2020: Die Sterne – Die Sterne ([Pias] Germany)
- 2020: Yassin – YPSILON Unplugged (Normale Musik)
- 2021: Roosevelt – Polydans (Greco-Roman/City Slang)
- 2021: BOY – Fit back in (Groenland Records)
- 2021: Leoniden – Complex Happenings  (Two Peace Signs)
- 2024: Berq – berq (Urban)
- 2024: Giant Rooks – How have you been (Vertigo/Berlin)
- 2024: Poesie-Projekt – Was ist Liebe (Telamo)
- 2024: Ennio – Schlaraffenland (Orgel Enterprise)
- 2025: Anna Depenbusch & Kaiser Quartett – Tour 2025
- 2025: Erdmöbel & Kaiser Quartett – Tour 2025
- 2025:  Erdmöbel und das Kaiser Quartett – Hätte Sehnsucht Gewicht

## Auszeichnungen
- 2017: HANS 2017, Hamburger Musikpreis in der Kategorie „Musiker des Jahres“[3]
- 2023: EDISON, Niederländischer Musikpreis in der Kategorie Neoklassik